# Eberhard Lungershausen
Eberhard Lungershausen (* 15. März 1931 in Halberstadt; † 21. Juni 2011 in Erlangen) war ein deutscher Psychiater.

## Werdegang
Lungershausen war ab 1974 Honorarprofessor für Psychiatrie an der Universität Ulm und Leiter des Bezirkskrankenhauses Günzburg. 1982 folgte er einem Ruf auf den Lehrstuhl für Psychiatrie an der Universität Erlangen-Nürnberg. Im März 1996 wurde er emeritiert.
Schwerpunkt seiner wissenschaftlichen Arbeit waren soziale und geisteswissenschaftliche Aspekte der Psychiatrie und die Suizidforschung. Zwischen 1987 und 1990 war er Vizepräsident und Präsident der Deutschen Gesellschaft für Psychiatrie und Nervenheilkunde (DGPN).

## Schriften
- mit A. Barocka: Ethische Brennpunkte der Psychiatrie. Königshausen & Neumann, Würzburg 1999, ISBN 3-8260-1279-8.
- mit R. J. Witkowski (Hrsg.): Zur Lage der Psychiatrie. Erreichtes und Erreichbares. Schattauer, Stuttgart 1998, ISBN 3-7945-1239-1.
- Betrachtungen. Über Gesundheit, Krankheit und Kranke – Die vielen Gesichter der Psychiatrie. Palm & Enke, Stuttgart 1997, ISBN 3-7896-0419-4.
- mit W. P. Kaschka und R. J. Witkowski (Hrsg.): Affektive Psychosen. Schattauer, Stuttgart 1997, ISBN 3-7945-1333-9.
- mit P. Joraschky und A. Barocka: Depression. Neue Perspektiven der Diagnostik und Therapie. Springer, Berlin 1993, ISBN 3-540-57133-7.
- mit W. P. Kaschka (Hrsg.): Paranoide Störungen. Springer, Berlin 1992, ISBN 3-540-55479-3.
- mit W. P. Kaschka und P. Joraschky (Hrsg.): Die Schizophrenien. Biologische und familiendynamische Konzepte zur Pathogenese. Springer, Berlin 1988, ISBN 3-540-19290-5.